# Vientiane
Vientiane (în franceză: vjɛ̃tjan) este capitala statului Laos și are o populație de 200.000 locuitori, iar aria metropolitană ajunge la 700.000, în anul 2015 d.C.

## Așezare
Orașul este așezat pe valea fluviului Mekong, în partea apuseană a țării.

## Locuri de interes turistic
- Parcul Buddha, la 25 de km de oraș
- Haw Phra Kaew – templu-muzeu și școală
- Muzeul Național din Laos
- Patuxai – un monumental arc de triumf ridicat în amintirea dobândirii independenței
- Pha That Luang – sanctuarul cel mai venerat din Laos
- Vat Ong Teu Mahawihan
- templul Vat Si Muang, cu faimoasa columnă de piatră ce se află în locul unde orașul a fost întemeiat